# Chesapeake, Virginia
Chesapeake este un oraș independent din statul american Virginia din Statele Unite ale Americii. 
1. ↑  Getty Thesaurus of Geographic Names, accesat în 8 decembrie 2021
2. ↑  Great Bridge (Chesapeake, Va.), Library of Congress Name Authority File, accesat în 8 decembrie 2021
3. ↑   https://www.cityofchesapeake.net/directory.aspx?eid=99, accesat în 17 ianuarie 2025 Lipsește sau este vid: |title= (ajutor)
4. ↑  2016 U.S. Gazetteer Files
5. ↑  GeoNames, accesat în 8 decembrie 2021
6. ↑   http://www.zipmap.net/Virginia/Chesapeake_city/Chesapeake.htm Lipsește sau este vid: |title= (ajutor)